# Kölner Federball Club Blau-Gold
| Kölner Federball Club Blau-Gold e.V. | Kölner Federball Club Blau-Gold e.V. |
| ------------------------------------ | ------------------------------------ |
| Spielstätte:                         | Am Trutzenberg 50677 Köln            |
| Gegründet:                           | 1956                                 |
| Vereinsfarben:                       | Blau / Gold                          |
| URL:                                 | http://www.koeln-badminton.de        |

Der Kölner Federball Club Blau-Gold ist ein Badminton-Verein in Köln. Der Verein existiert seit 1956.

## Allgemein
Der Kölner Federball Club Blau-Gold wurde 1956 gegründet. Hier können in zentraler Lage der Kölner-Innenstadt sowohl Mannschaftsspieler, Fortgeschrittene und Anfänger Badminton spielen. Auch rechtsrheinisch, in Köln-Höhenhaus und auch in Köln-Zollstock werden Trainingsmöglichkeiten angeboten. Eine der Besonderheiten des Kölner Federball Club Blau Gold ist, dass seitens des Vereins sowohl Naturfederbälle als auch Kunststoffbälle für Training und Spiel bereitgestellt werden.

## Geschichte
Der Kölner Federball Club Blau Gold e.V. gehört zu den ältesten und traditionsreichsten Badminton Vereinen in Köln und in Nordrhein-Westfalen.
Im Jahr 2006 konnte der Verein sein 50-jähriges Bestehen feiern. In diesen Jahren hat der Verein viele Veranstaltungen sowohl durchgeführt als auch besucht. Viele Kontakte und Freundschaften zu inländischen und ausländischen Badmintonvereinen wurden geschlossen.

## Erfolge
Der Verein spielte zeitweise in der höchsten deutschen Spielklasse, der Oberliga. Die Kölner Badminton-Stadtmeisterschaften in den 1960er Jahren wurden von keinem anderen Verein so bestimmt wie vom KFC. Bei den Senioren konnte 1963 von Marlies Voit die erste Deutsche Meisterschaft nach Köln geholt werden. In der Zeit von 1976 bis 1981 dominierten die Schüler und Jugendlichen des KFC das nationale Geschehen. Uwe Scherpen, Axel Schönfelder, um nur einige zu nennen, holten diverse deutsche Meisterschaften – auch mit der Jugendmannschaft – zum KFC.

## Hallen
Der Kölner Federball Club Blau Gold e.V. 1956 nutzt mit der Halle „Thuleweg“ (rechtsrheinisch/Höhenhaus) und der Halle „Am Trutzenberg“ (linksrheinisch/Innenstadt) 2 Hallen für Badminton:
- Köln Altstadt-Süd, Am Trutzenberg, Humboldt-Gymnasium, 50677 Köln
- Köln-Höhenhaus, Gesamtschule Thuleweg, 51061 Köln